# Leptomysis longisquama
Leptomysis longisquama är en kräftdjursart som beskrevs av Panampunnayil 1986. Leptomysis longisquama ingår i släktet Leptomysis och familjen Mysidae. Inga underarter finns listade i Catalogue of Life.